# صموئيل بي. شيروود
صموئيل بي. شيروود (بالإنجليزية: Samuel B. Sherwood)‏ هو محامي وسياسي أمريكي، ولد في 26 نوفمبر 1767 في الولايات المتحدة، وتوفي في 27 أبريل 1833 في الولايات المتحدة. انتخب عضو مجلس نواب كونيتيكت وانتخب عضو مجلس النواب الأمريكي.